# Corey Coleman
Corey Defians Coleman (Dallas, 2 aprile 1994) è un ex giocatore di football americano statunitense che ha militato nel ruolo di wide receiver nella National Football League (NFL) e nella United Football League (UFL).

## Carriera universitaria
Coleman al college giocò coi Baylor Bears dal 2012 al 2015. Nell'ultima stagione segnò venti touchdown, venendo premiato con il Fred Biletnikoff Award come miglior ricevitore a livello universitario e inserito nella formazione All-American.

## Carriera professionistica

### Cleveland Browns

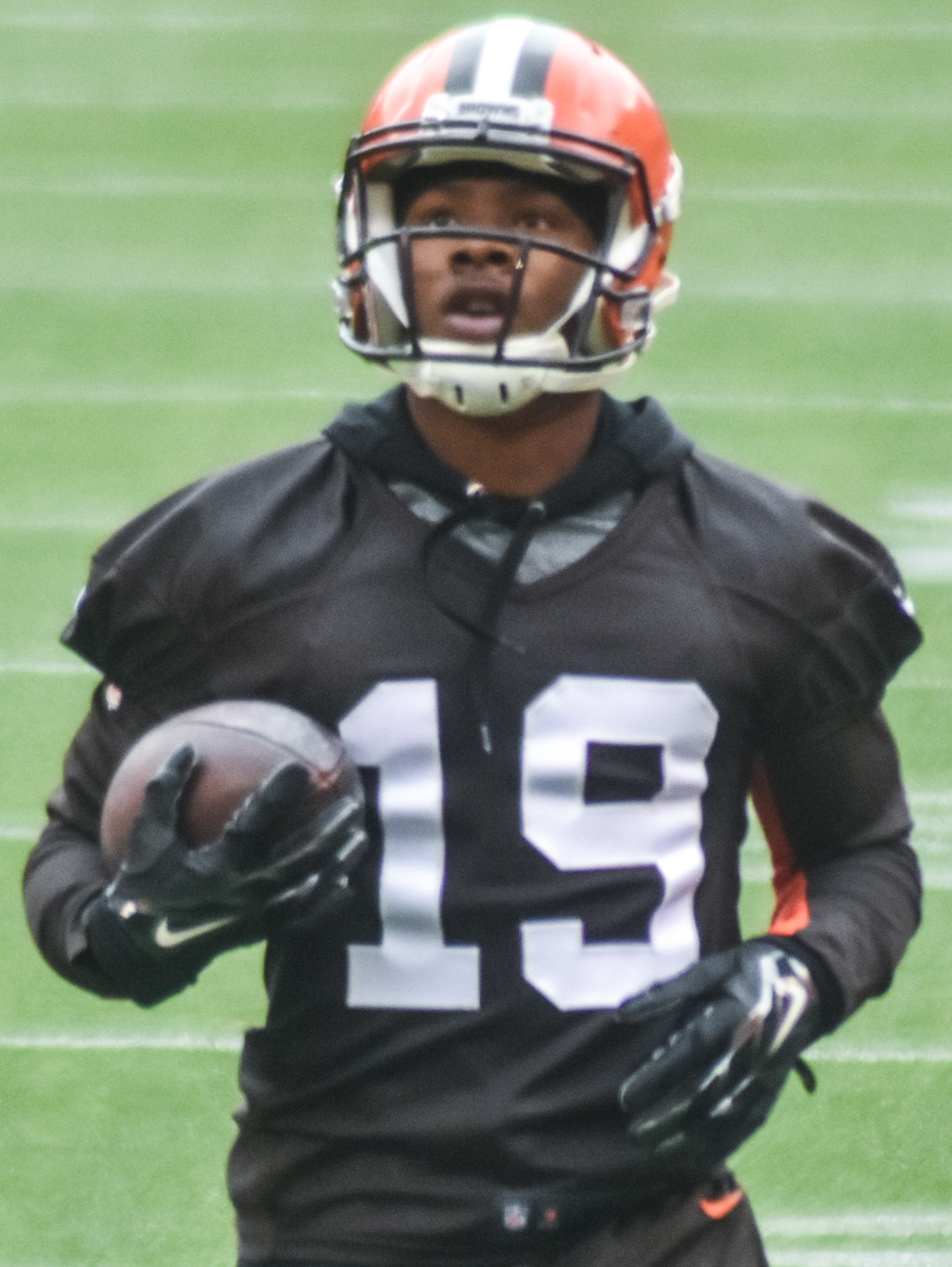
Coleman con i Browns nel 2016

Coleman fu scelto come 15º assoluto nel Draft NFL 2016 dai Cleveland Browns, il primo nel suo ruolo. Debuttò come professionista partendo come titolare nella gara del primo turno persa contro i Philadelphia Eagles in cui ricevette 2 passaggi per 69 yard dal quarterback Robert Griffin III. Sette giorni dopo ricevette 104 yard e segnò i suoi due primi touchdown, venendo premiato come rookie della settimana. Il 21 settembre però, durante un allenamento, si ruppe una mano rimanendo fuori di campi di gioco fino al ritorno nella settimana 10 contro i Dallas Cowboys, in cui ricevette 3 passaggi per 41 yard. La sua stagione da rookie si concluse con 33 ricezioni per 413 yard e 3 touchdown in 10 presenze, tutte come titolare.

### Buffalo Bills

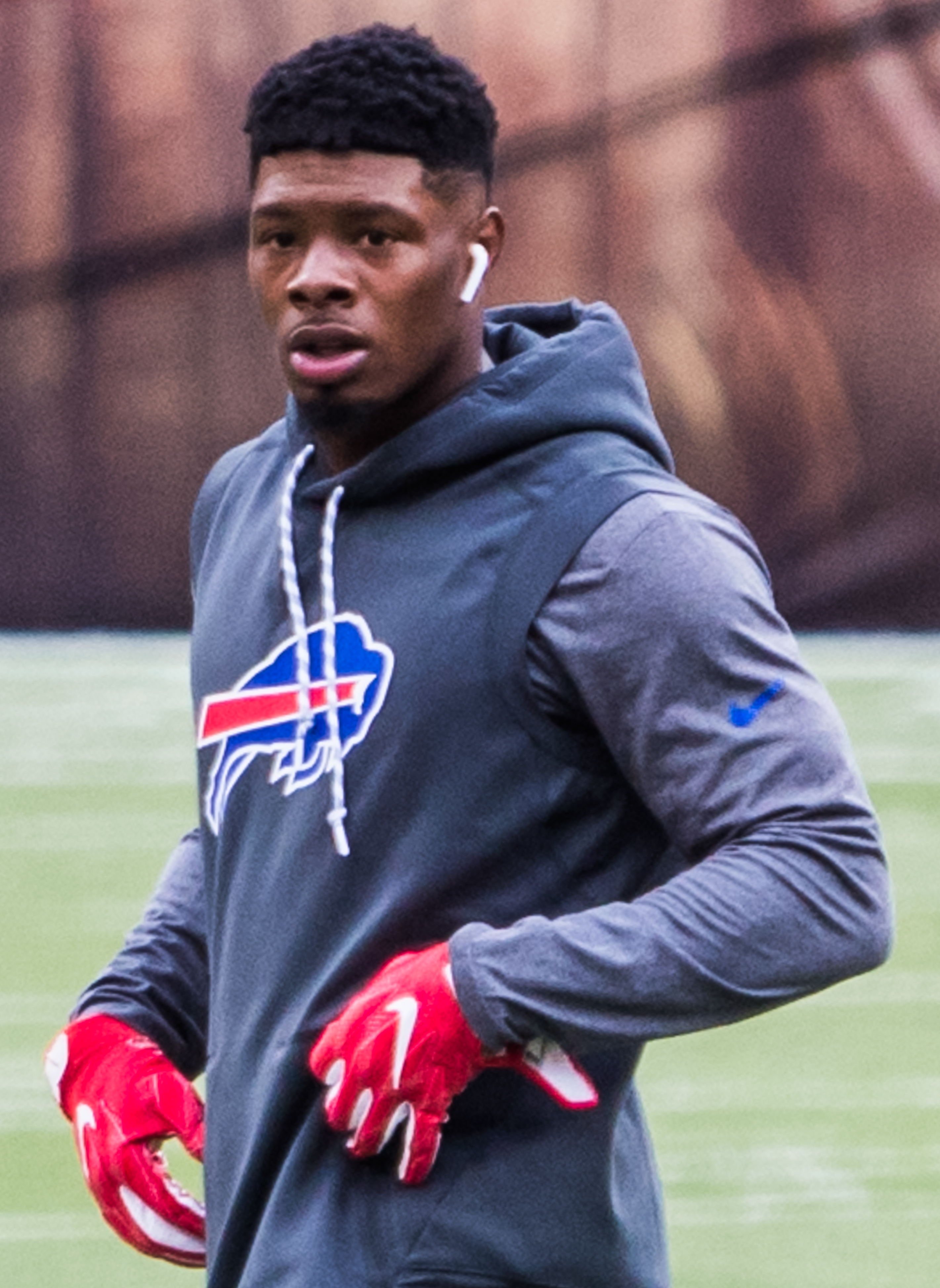
Coleman con i Bills nel 2018

Il 5 agosto 2018 i Buffalo Bills acquisirono Coleman per una scelta degli ultimi giri del draft. Coleman fu svincolato dai Bills il 1º settembre 2018.

### New England Patriots
L'11 settembre 2018 Coleman firmò con i New England Patriots. Coleman fu svincolato il 17 settembre successivo per lasciare spazio al suo ex compagno nei Browns Josh Gordon. Il 20 settembre 2018 Coleman firmò per la squadra di allenamento dei Patriots. Il 29 settembre 2018 fu svincolato dalla squadra di allenamento.

### New York Giants
Il 19 ottobre 2018 Coleman firmò con la squadra di allenamento dei New York Giants. Il 25 ottobre 2018 Coleman fu promosso nel roster attivo.
Il 7 marzo 2019, i Giants vincolarono a loro Coleman, divenuto restricted free agent, per un altro anno con un accordo da 2,025 milioni di dollari. Il 25 luglio 2019, durante il primo giorno della fase di allenamento estiva in vista del nuovo anno, Coleman subì un infortunio al legamento crociato anteriore, chiudendo anzitempo la stagione.
Il 23 marzo 2020 Coleman rifirmò per un altro anno con i Giants. Il 6 settembre 2020 fu svincolato. Coleman firmò per la squadra di allenamento dei Giants il 27 ottobre 2020. Il 24 novembre 2020 i Giants svincolarono Coleman dalla squadra di allenamento.
Il 19 gennaio 2021 Coleman fu sospeso per le prime sei gare della stagione 2021 dalla NFL per aver violato le regole della lega sull'uso di sostanze dopanti.

### Kansas City Chiefs
Dopo non aver giocato per l'intera stagione 2021, il 24 marzo 2022 Coleman firmò con i Kansas City Chiefs.  Il 30 agosto fu svincolato, per essere poi aggregato alla squadra di allenamento il 13 settembre. Il 4 ottobre 2022 fu svincolato.

### Philadelphia Stars
Il 17 febbraio 2023 Coleman firmò con i Philadelphia Stars della United States Football League (USFL). Coleman guidò la USFL per yard ricevute nella stagione 2023. Al termine della stagione, con la fusione tra la USFL e la X Football League (XFL) per creare la United Football League (UFL), gli Stars svincolarono tutti i giocatori.

### Michigan Panthers
Il 5 gennaio 2024 Coleman fu scelto dai Michigan Panthers nell'annuale draft della UFL. Fu svincolato il 30 gennaio 2024.

### Ritiro
Il 4 marzo 2024 fu reso noto che Coleman si ritirava dal football professionistico.

## Palmarès
- Rookie della settimana: 1

2ª del 2016